# Dekanat Birmingham Cathedral
Dekanat Birmingham Cathedral – jeden z 18 dekanatów archidiecezji Birmingham w Wielkiej Brytanii. Swoim zasięgiem obejmuje głównie terytorium miasta Birmingham. W jego skład wchodzi 13 parafii. 

## Lista parafii
| Lp. | Miejscowość      | Parafia                                                                     | Kościół                                                                             | Grafika      |
| --- | ---------------- | --------------------------------------------------------------------------- | ----------------------------------------------------------------------------------- | ------------ |
| 1   | Edgbaston        | Parafia Niepokalanego Poczęcia Najświętszej Maryi Panny                     | Kościół Niepokalanego Poczęcia Najświętszej Maryi Panny w Edgbaston                 |              |
| 2   | Bearwood         | Parafia Matki Bożej Matki Dobrej Rady i św. Jerzego Wielkiego               | Kościół Matki Bożej Matki Dobrej Rady i św. Jerzego Wielkiego w Bearwood            |              |
| 3   | Aston            | Parafia Niepokalanego Serca Najświętszej Maryi Panny i św. Małgorzaty Marii | Kościół Niepokalanego Serca Najświętszej Maryi Panny i św. Małgorzaty Marii w Aston |              |
| 4   | Birmingham       | Parafia św. Anny                                                            | Kościół św. Anny w Birmingham                                                       |              |
| 5   | Birmingham       | Parafia św. Katarzyny Sieneńskiej                                           | Kościół św. Katarzyny Sieneńskiej w Birmingham                                      |              |
| 6   | Birmingham       | Parafia św. Chada                                                           | Katedra św. Chada w Birmingham                                                      | archikatedra |
| 7   | Handsworth       | Parafia św. Franciszka z Asyżu                                              | Kościół św. Franciszka z Asyżu w Handsworth                                         |              |
| 8   | Balsall Heath    | Parafia św. Jana i św. Marcina                                              | Kościół św. Jana i św. Marcina w Balsall Heath                                      |              |
| 9   | Nechells         | Parafia św. Józefa                                                          | Kościół św. Józefa w Nechells                                                       |              |
| 10  | Birmingham       | Parafia św. Michała                                                         | Kościół św. Michała w Birmingham                                                    |              |
| 11  | Birmingham       | Parafia św. Patryka                                                         | Kościół św. Patryka w Birmingham                                                    |              |
| 12  | Smethwick        | Parafia św. Filipa Neri                                                     | Kościół św. Filipa Neri w Smethwick                                                 |              |
| 13  | Ashted -Vauxhall | Parafia św. Wincentego à Paulo                                              | Kościół św. Wincentego à Paulo w Ashted - Vauxhall                                  |              |